# Clara Petersson Bergsten
Clara Petersson Bergsten (geboren am 28. Mai 2002 in Sollentuna) ist eine schwedische Handballspielerin.

## Vereinskarriere
Sie lernte das Handballspiel bei Sollentuna HK, spielte dann bei Skånela IF in der Damallsvenskan. Im Februar 2021 wechselte sie zu Skuru IK.
Clara Petersson Bergsten wird auf der Spielposition Rechtsaußen eingesetzt.

## Auswahlmannschaften
Clara Petersson Bergsten spielte für die schwedischen Nachwuchsauswahlmannschaften. Ihren ersten Einsatz hatte sie am 22. November 2019 gegen die Auswahl Portugals. Bis Juli 2022 bestritt sie 23 Spiele für die Nachwuchsauswahlen Schwedens, in denen sie 61 Tore warf. Bei der U-20-Weltmeisterschaft 2022 wurde sie in das All-Star-Team gewählt.
Sie steht im Aufgebot der Nationalmannschaft Schwedens. Erstmals wurde sie am 23. April 2022 eingesetzt. Sie nahm mit der Auswahl an der Europameisterschaft 2022 teil.